# Alfred Cary Schlesinger
Alfred Cary Schlesinger (* 17. Februar 1900; † 26. April 1993), auch Alfredo Schlesinger genannt, war ein US-amerikanischer Historiker.

## Leben
1922 wurde er beim  305 Field Artillery Battalion zum 2nd Leutnant befördert. 1924 wurde er Diplomphilologe an der Princeton University. 1928 war Alfredo Schlesinger persönlicher Sekretär von General Tiburcio Carías Andino in Honduras. Schlesinger und Elena Alegria waren die Eltern von María Schlesinger de Asturias. Von 1930 bis 1938 war Schlesinger Militärattaché an der US-Botschaft in Guatemala-Stadt. Er schrieb für die Tageszeitungen La Hora und El Imparcial. Von 1939 bis 1965 hatte er den Lehrstuhl für Geschichte der Antike am Oberlin College in Oberlin (Ohio).

## Veröffentlichungen
- The gods in Greek tragedy: a study of "ritual survivals in fifth century dramaPrinted by P.D. Sakellarios, 1927.
- Comparativo de las repúblicas hispanoamericanas 1930
- Viaje por la Capitanía General de Guatemala 1930 (Übersetzung)
- La verdad sobre el comunismo Tipografía Nacional, Guatemala 1932, mit Clemente Marroquín Rojas
- Locura racial, Centro Editorial, 1938
- Hombres Libres o Esclavos Imprenta la Democracia, Tegucigalpa, 1941
- Lo que el viento no se llevara,  1941
- Epopeya cómico-trágica de una clase Centro Editorial, Guatemala 1940
- El arma secreta,  la quinta columna Centro Editorial, Guatemala 1940
- Die Netzfischer des Aischylos und der Inachos des Sophokles von Rudolph Pfeiffer Rezension in The American Journal of Philology, Vol. 61, No. 2 (1940), pp. 250–251
- Comentarios alrededor de la ley de liquidación de asuntos de guerra, 1955
- El imperialismo ruso de Ivan IV el Terrible y Pedro el Grande al camarada José V. Stalin, 1956
- Anouilh's Antigone Again, The Classical Association of the Middle West and South, Inc. 1947
- Boundaries of Dionysus; Athenian foundations for the theory of tragedy. Cambridge, Mass., Published for Oberlin College by Harvard University Press, 1963.
- Livy Volumes I and II[2].